# Jooce
Jooce est une agence active dans les domaines du conseil digital, de la réalisation de sites web et applications, ainsi que dans le community management. Dans toute la Suisse Romande (Genève, Nyon, Lausanne, Vevey, Montreux, Martigny, Sion).
Actif sur Lausanne et Genève depuis 2012.